# Раиса (Кривошлыкова)
Монахиня Раиса (в миру Елена Владимировна Кривошлыкова; 21 мая [2 июня] 1884, Нижнекривской, Еланская, Усть-Медведицкий округ, область Войска Донского — 19 июня 1957, Серафимович, Сталинградская область) — подвижница веры и благочестия, монахиня Усть-Медведицкого монастыря в городе Серафимовиче.

## Биография
Монахиня Раиса, в миру Кривошлыкова Елена Владимировна, родилась в день памяти святых равноапостольных Константина и Елены, 21 мая ст/ст.(3 июня н/ст.) 1884 г. в х. Нижнекривском Еланской станицы Усть-Медведицкого округа Области войска Донского (ранее Боковского, а ныне Вёшенского района Ростовской области). Родители — Кривошлыковы Владимир Киприанович и Татьяна Петровна, были людьми верующими; семья была многодетная. Сёстры: Евдокия, Матрона, Анна, Мария. Братья: Дмитрий, Яков.
Елена с детства мечтала всю свою жизнь посвятить служению Богу. С семи лет она мечтала попасть в монастырь, но её не отпускали родители. Она искренно молила Господа Бога о том, чтобы Он помог в исполнении её мечты. В 1897 году, когда ей исполнилось 13 лет, отец отвёз её на подводе в Усть-Медведицкий Спасо-Преображенский монастырь.
В величественном монастырском соборе в честь Казанской иконы Божией Матери, построенном трудами и усердием игуменьи Арсении (Себряковой) в 1871—1885 годах, юная послушница получила исцеление сломанной и болящей своей ноги. После исцеления Елена осталась в монастыре качестве послушницы. Пострижена была Елена в монахини, с её слов, в 1920 году.
Ещё до пострига в монашество, юная насельница прослыла в обители как необыкновенная, с мудрым словом, духовным взглядом и прозорливостью. Подвижническое служение матушки Раисы было закономерно, так как она общалась и жила в келье вместе с монахиней Иннокентией, которая являлась племянницей схимонахини Ардалионы, а последняя была духовной наставницей прославленной 22 окт. 2016 г. в лике местночтимых святых Волгоградской митрополии игуменьи Арсении (Себряковой).
В 1928 году произошёл разгром Усть-Медведицкого монастыря. Изгнанная из монастыря матушка стала служить ктитором в Свято-Никольской церкви хутора Кривского. К этому хутору стали стекаться люди с самыми различными болезнями и бедами, какими обычно страдает человек по своей греховности. Но мать Раиса была особым врачом. От телесной она незаметно переходила к внутренней, духовной болезни как первопричине и, леча людей, приводила их к вере, к христианскому образу жизни. «Самый главный наш целитель — Отец наш Небесный. Молись Богу, покайся в своих грехах — вот тебе и будет исцеление».
21 ноября 1935 м. Раиса была арестована и осуждена по политическим мотивам по 58-й статье, а 5 сентября 1936 года матушка Раиса была приговорена к семи годам заключения в ИТЛ. 8 июня 1937 года из Танганской тюрьмы (определение по документу) прибыла в Самарское отделение Карлага. 15 ноября 1942 года убыла из лагеря". Поселение ей определили в городе Ачинске Красноярского края, где матушка Раиса стала жить в Ачинске, творя дела Божии и всем помогая: больным, скорбящим, военным. У многих жила она, многие старались ей помочь и приглашали к себе в дом.
В 1942—1943 гг. матушка проживала в Красноярском края. Исповедническое служение м. Раисы заключалось в отстаивании и распространении православной веры в местах её проживания. Это проявлялось в различных формах деятельности: собраниях верующих, отправлениях религиозных обрядов в церкви и на дому, пропаганде православного образа жизни (православное просвещение), нравственных наставлениях, в христианском милосердии. В г. Ачинске м. Раиса приняла активное участие в открытии Казанского храма. В начале 1947 года монахиня Раиса переезжает в Кемерово для возрождения там духовной жизни и благодаря ей открывается храм в честь иконы Божией Матери «Знамение».
В 1949 года её последнее убогое убежище на окраине Кемерово в «Шахтстрое» посетило около семи тысяч человек. В августе 1952 года матушка Раиса переехала в город Серафимович Сталинградской области, потом жила в Нижнекривском хуторе с декабря 1952 года и до 18 января 1953 г. Это время было насыщено молитвами, милосердием и служением простым людям. 18 января монахиня Раиса была вновь арестована и увезена в г. Кемерово на суд. С сентября 1953 по 15 октября 1954 г. м. Раиса отбывала срок в Дубровлаге Мордовской ССР.
Многое в жизни матушки Раисы было сокрыто от глаз непосвящённых людей. Но в церковной среде они передаются устно. Это можно увидеть из её встречи со святителем Лукой (Войно-Ясенецким) в 1954 г. в Симферополе. Имеется фотография митрополита Новосибирского Варфоломея, подаренная ей 1 июня 1953 г. с надписью: «На молитвенную память м. Раисе от митрополита Варфоломея». Матушка имела духовника архимандрита Дорофея (Николенко) (г. Серафимович) и, наконец, митрополит Владимирский и Суздальский Евлогий (Смирнов), считает себя её духовным чадом.
С августа 1955 по 19 июня 1957 г. м. Раиса жила и умерла в г. Серафимовиче.

## Почитание
Духовным наследием монахини Раисы являются её письма разным адресатам, письма к ней самой (в настоящий момент известно 12 писем), 20 свидетельств очевидцев, различные ей посвящения в стихотворной форме и прозе, её поучения.
С праведной и блаженной кончиной матери Раисы не прекратилась её помощь людям и молитвы о них. «Тех людей, которые были дороги её сердцу, она после своей смерти не оставила в молитве своей. По их судьбе, которую они прожили, видно, что рука монахини Раисы вела их по жизни» (А. Н. Повторихина); «Сама маленькая, худенькая, а освещала весь свет» (Н. К. Гусев); «Мать Раиса оставила в нас такой духовный след, который помогает нам идти по пути к Спасению» (протодьякон А. Вылегжанин).
Ежегодно в день преставления монахини Раисы на её могиле в г. Серафимович совершались панихиды, на которые собирались множество верующих из разных мест.

### Перезахоронение
В субботу 4 октября 2014 года, в день памяти святителя Димитрия Ростовского и на отдание праздника Воздвижение Креста Господня, при стечении паломников и духовенства Урюпинской епархии состоялось перенесение в Усть-Медведицкий Спасо-Преображенский женский монастырь и перезахоронение у алтаря Казанского храма монахини Раисы и ещё шестерых монахинь Усть-Медведицкого монастыря, окончивших свои дни в изгнании из обители в XX веке. Так, монахиня Раиса, исповедница веры и благочестия, обрела своё родное пристанище. Теперь здесь совершается регулярное служение заупокойных литий и панихид, за которым молятся сёстры обители и многочисленные паломники обители.
В настоящее время комиссией по канонизации святых Урюпинской епархии собираются материалы для причисления монахини Раисы к лику святых.